# Globba wengeri
Globba wengeri är en enhjärtbladig växtart som först beskrevs av Cecil Ernest Claude Fischer, och fick sitt nu gällande namn av K.J.Williams. Globba wengeri ingår i släktet Globba och familjen Zingiberaceae. Inga underarter finns listade i Catalogue of Life.